# Tribunal des mesures de contrainte
 (février 2025).
La mise en forme du texte ne suit pas les recommandations de Wikipédia : il faut le « wikifier ».
Les points d'amélioration suivants sont les cas les plus fréquents. Le détail des points à revoir est peut-être précisé sur la page de discussion.
- Les titres sont pré-formatés par le logiciel. Ils ne sont ni en capitales, ni en gras.
- Le texte ne doit pas être écrit en capitales (les noms de famille non plus), ni en gras, ni en italique, ni en « petit »…
- Le gras n'est utilisé que pour surligner le titre de l'article dans l'introduction, une seule fois.
- L'italique est rarement utilisé : mots en langue étrangère, titres d'œuvres, noms de bateaux, etc.
- Les citations ne sont pas en italique mais en corps de texte normal. Elles sont entourées par des guillemets français : « et ».
- Les listes à puces sont à éviter, des paragraphes rédigés étant largement préférés. Les tableaux sont à réserver à la présentation de données structurées (résultats, etc.).
- Les appels de note de bas de page (petits chiffres en exposant, introduits par l'outil «  Source ») sont à placer entre la fin de phrase et le point final[comme ça].
- Les liens internes (vers d'autres articles de Wikipédia) sont à choisir avec parcimonie. Créez des liens vers des articles approfondissant le sujet. Les termes génériques sans rapport avec le sujet sont à éviter, ainsi que les répétitions de liens vers un même terme.
- Les liens externes sont à placer uniquement dans une section « Liens externes », à la fin de l'article. Ces liens sont à choisir avec parcimonie suivant les règles définies. Si un lien sert de source à l'article, son insertion dans le texte est à faire par les notes de bas de page.
- La présentation des références doit suivre les conventions bibliographiques. Il est recommandé d'utiliser les modèles {{Ouvrage}}, {{Chapitre}}, {{Article}}, {{Lien web}} et/ou {{Bibliographie}}. Le mode d'édition visuel peut mettre en forme automatiquement les références.
- Insérer une infobox (cadre d'informations à droite) n'est pas obligatoire pour parachever la mise en page.

Pour une aide détaillée, merci de consulter Aide:Wikification.
Si vous pensez que ces points ont été résolus, vous pouvez retirer ce bandeau et améliorer la mise en forme d'un autre article.
Le tribunal des mesures de contrainte est une institution du droit pénal suisse. Il statue sur la détention provisoire (avant jugement) d'un prévenu, ainsi que sur d'autres mesures de contrainte. Il évalue ou réévalue l’analyse du ministère public concernant le  risque de fuite, de collusion et de récidive. Ce tribunal n’est pas tenu à la vérification d’une preuve ou à sa fourniture et ordonne sur suspicion de délit et traite les risques uniquement.

## Compétences
Une décision du tribunal des mesures de contrainte est nécessaire pour ordonner les mesures suivantes, :
- Détention provisoire[5] ;
- Détention pour des motifs de sûreté[6] ;
- Investigation secrète[7];
- Autres mesures de contrainte :
  - Prélèvement d'échantillons ADN[8],[9] ;
  - Surveillance de la correspondance[10] ;
  - Mesures techniques de surveillance[11] ;
  - Surveillance des relations bancaires[12] ;
  - Mission d'un agent infiltré[13] ;

D'autres mesures de contrainte ne nécessitent pas de saisir le tribunal des mesures de contrainte, notamment le mandat en droit pénal suisse.

## Conditions de la contrainte
La condition de base pour ordonner la détention provisoire et la détention pour des motifs de sûreté est que la personne prévenue soit fortement soupçonnée d'avoir commis un crime ou un délit. En plus de ce motif général, il doit y avoir sérieusement lieu de craindre que la personne prévenue se soustraie à la procédure pénale ou à la sanction prévisible en prenant la fuite (danger de fuite), 
compromette la recherche de la vérité en exerçant une influence sur des personnes ou en altérant des moyens de preuves (risque de collusion) ou compromette sérieusement la sécurité d'autrui par des crimes ou des délits graves après avoir déjà commis des infractions du même genre (risque de récidive).
Les mesures de contrainte sont principalement destinées à protéger la société de la commission d’infractions futures et de comportements potentiellement dangereux. Elles se concentrent peu sur le comportement passé de l’auteur de l’infraction, ou de son auteur présumé.

## Mesures de contrainte
Ces mesures sont:
Les mesures thérapeutiques institutionnelles
- traitement des troubles mentaux, des addictions et mesures pour les jeunes adultes
- le traitement ambulatoire
- l’internement
- l’internement à vie

Autres mesures
- le cautionnement préventif
- l’expulsion
- l’interdiction d’exercer une activité
- l’interdiction de contact et l’interdiction géographique
- l’interdiction de conduire
- la publication du jugement
- les différentes formes de confiscation (objets dangereux, valeurs patrimoniales), la créance compensatrice et l’allocation au lésé

## Analyses
Les mesures de contrainte portent atteinte aux droits fondamentaux et doivent respecter plusieurs conditions, dont le principe de proportionnalité.
Souvent accusé d’être une simple chambre d’enregistrement du procureur et du ministère public, il est alors désigné comme un tribunal kangourou.

### Bases légales
- Code de procédure pénale suisse (CPP) du 5 octobre 2007 (état le 1er février 2020), RS 312.0.